# Daltonia brevinervis
Daltonia brevinervis är en bladmossart som beskrevs av Edwin Bunting Bartram 1931. Daltonia brevinervis ingår i släktet Daltonia och familjen Daltoniaceae. Inga underarter finns listade i Catalogue of Life.